# Polisportiva Forza e Coraggio 1946-1947
Questa pagina raccoglie le informazioni riguardanti la Polisportiva Forza e Coraggio nelle competizioni ufficiali della stagione 1946-1947.

## Rosa

### Rosa 1946-1947
Rosa della Polisportiva Forza e Coraggio 1946-1947.
| N. |                   | Ruolo | Calciatore       |
| -- | ----------------- | ----- | ---------------- |
|    | Italia (bandiera) | P     | Luciano Casadei  |
|    | Italia (bandiera) | D     | Carlo Tozzi      |
|    | Italia (bandiera) | D     | Nando Bettinelli |
|    | Italia (bandiera) | D     | Maddalena        |
|    | Italia (bandiera) | D     | Liberti          |
|    | Italia (bandiera) | D     | Oddi             |
|    | Italia (bandiera) | C     | Nello Silvestri  |
|    | Italia (bandiera) | C     | Rossi            |
|    | Italia (bandiera) | C     | Madonia          |

| N. |                   | Ruolo | Calciatore     |
| -- | ----------------- | ----- | -------------- |
|    | Italia (bandiera) | C     | Mauro D'Alò    |
|    | Italia (bandiera) | C     | Lombardi       |
|    | Italia (bandiera) | C     | Faccini        |
|    | Italia (bandiera) | A     | Elio Palozzi   |
|    | Italia (bandiera) | A     | Giulio Fiocca  |
|    | Italia (bandiera) | A     | Venturini      |
|    | Italia (bandiera) | A     | Pieri          |
|    | Italia (bandiera) | A     | Giuseppe Gerbi |
|    | Italia (bandiera) | A     | Masera         |